# コルメリア科
コルメリア科（コルメリアか、学名 : Columelliaceae）は南アメリカのアンデス山脈に自生する樹木である。
APG II分類ではシソ目に配置されたが、2008年の研究では、ブルニア科と姉妹群であることが示唆され、被子植物系統ウェブサイトでは、その両科をブルニア目に配置することを提案している。2009年に発表された最新版であるAPG IIIでは、コルメリア科は、ブルニア目の配下に置かれている。